# (8799) Barnouin
Pour les articles homonymes, voir Barnouin.
(8799) Barnouin est un astéroïde de la ceinture principale.

## Description
(8799) Barnouin est un astéroïde de la ceinture principale. Il fut découvert le 2 mars 1981 à Siding Spring par Schelte J. Bus. Il présente une orbite caractérisée par un demi-grand axe de 2,58 UA, une excentricité de 0,13 et une inclinaison de 4,4° par rapport à l'écliptique.

## Compléments